# Corniger spinosus
Corniger spinosus (Agassiz, 1832) è un pesce osseo marino appartenente alla famiglia Holocentridae. È l'unica specie appartenente al genere Corniger.

## Distribuzione e habitat
È endemico delle aree tropicali dell'oceano Atlantico, soprattutto occidentale. Lungo le coste americane il suo areale va dalla Carolina del Nord al Brasile comprendendo il mar dei Caraibi mentre sul lato africano è noto solo a Sant'Elena e nelle isole del Capo Verde ma ha probabilmente un areale più ampio. È diffuso in maniera discontinua solo nelle zone dove sono presenti fondi duri profondi, è ad esempio molto raro nel golfo del Messico.
Vive su fondi scogliosi profondi tra 45 e 275 metri di fondale.

## Descrizione
Ha una sagoma più alta degli Holocentridae più costieri. Vi è una robusta spina sul preopercolo branchiale e tre spine dirette indietro sotto ogni occhio. Il colore è rosso vivo uniforme, leggermente più scuro su dorso e con un'area più scura e brunastra sotto la parte molle della pinna dorsale. Raggiunge i 20 cm di lunghezza.

## Biologia
Poco nota.

### Riproduzione
Le uova sono deposte sparse sul fondo o nell'acqua aperta.

### Predatori
La letteratura scientifica riporta casi di predazione da parte del marlin bianco.

## Pesca
Questa specie non è oggetto di pesca.

## Conservazione
Non sono note cause di minaccia e la lista rossa IUCN classifica questa specie come "a rischio minimo".